# Torne (spänne)
En torne är en rörlig pigg eller stav som låser ett bältesspänne eller ett ringspänne. Det vanligaste är att ett spänne har en torne, men vissa moderna bältesspännen kan ha två parallella tornar. Begreppet används i arkeologin.
I hantverksmässigt tillverkade mässingsspännen från 1900-talets mitt och tidigare, exempelvis spännen i seldon, är det vanligt att tornen är smidd av järn medan spännet i sig är gjutet i mässing.